# Camille d’Hostun de la Baume, duc de Tallard

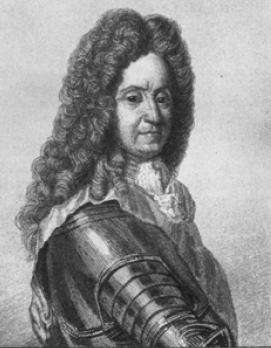
Camille d’Hostun, Comte de Tallard, Duc d’Hostun

Camille, duc d’Hostun, comte de Tallard oder Tallart (* 14. Februar 1652 in der Dauphiné; † 20. März 1728 in Paris) war ein französischer Staatsmann und Marschall von Frankreich. Als Lautenist komponierte er zahlreiche Stücke für das Instrument.

## Leben und Wirken
Tallard kämpfte zuerst unter dem großen Condé in den Niederlanden, dann 1674 und 1675 unter Turenne im Elsass und 1678 als Maréchal de camp am Rhein. 1690 überschritt er, um den Rheingau zu plündern, den Rhein auf dem Eis. Im Dezember 1692 leitete er die Belagerung der Festung Rheinfels in St. Goar, musste aber auf Grund einer schweren Schussverletzung sein Kommando an Thomas de Choisy abgeben, der die Belagerung fortsetzte.
Tallard komponierte einige Lautensuiten, die um 1700 erschienen.

Im Spanischen Erbfolgekrieg kommandierte er 1702 ein Korps am Rhein unter dem Oberbefehl des Herzogs von Burgund, Louis de Bourbon, und unterstützte die französischen Truppen in der Belagerung von Kaiserswerth. 1703 wurde er Maréchal de France, eroberte Breisach, belagerte Landau und schlug den zum Entsatz herbeirückenden Prinzen von Hessen, Friedrich von Hessen-Kassel, bei Speyer (→ Schlacht am Speyerbach). 1704 belagerte er mit 29.000 Mann erfolglos die Stadt Villingen. Im weiteren Verlauf des Erbfolgekriegs besetzte er 1704 Regensburg und führte dem bayerischen Kurfürsten Maximilian II. Emanuel 35.000 Mann Hilfstruppen zu, um mit ihm gemeinschaftlich in Österreich einzudringen. Er geriet aber wegen seiner Kurzsichtigkeit in der Schlacht von Höchstädt durch hessische Dragoner unter Karl von Boyneburg des 1. Husaren-Regiment (Hessen–Kassel) in englische Gefangenschaft, als er bei Sonderheim (heute Stadtteil von Höchstädt an der Donau) die Donau überqueren wollte. Tallard machte als Gefangener eine Reise in die Hauptstädte der Staaten, deren Soldtruppen ihn gefangen genommen hatten, darunter auch nach Kassel. Der von ihm übergebene Degen und seine Handschuhe kamen als Kriegsbeute in den Besitz des Landgrafen von Hessen-Kassel Friedrich. Bis 1711 blieb er in Nottingham, wo er im Newdigate House seine Zeit verbrachte. Er nützte dort seinem Vaterlande durch die Gewandtheit, mit welcher er zum Sturze der Whigs und Marlboroughs mitwirkte. 

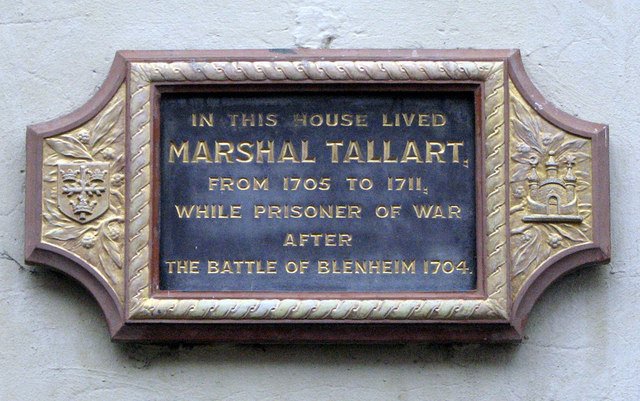
Plakette in Nottingham

Nach seiner Entlassung aus der Kriegsgefangenschaft (1712) erhielt er den Herzogtitel, 1715 die Pairswürde. Seitdem lebte er für die Wissenschaften und Staatskunst. In seinem Testament ernannte ihn Ludwig XIV. zum Mitglied des Regentschaftsrats, allein der Herzog von Orléans vollzog als Regent diese Bestimmung nicht. 1724 wählte die Académie des sciences Tallard zu ihrem Präsidenten. 1722 kaufte er in Paris ein Hôtel particulier, heute als Hôtel de Tallard bezeichnet, wo er seine letzten Lebensjahre verbrachte. Von Ludwig XV. 1726 zum Staatsminister ernannt, starb er am 20. März 1728.